# قائمة رؤساء وزراء جرينلاند
رئيس وزراء جرينلاند (بالجرينلاندية: Naalakkersuisut siulittaasuat)(بالدنماركية: Landsstyreformand)‏، يشار إليه رسميًا باسم رئيس الوزراء، هو رئيس حكومة جرينلاند، الإقليم المتمتع بالحكم الذاتي داخل المملكة الدنمارك.

رئيس الوزراء الحالي هو ينس فريدريك نيلسن من حزب الديمقراطيون. عادة ما يكون رئيس الوزراء زعيم حزب الأغلبية في برلمان جرينلاند. جوناثان موتزفيلدت أول رئيس وزراء بعد أن مُنحت جرينلاند الحكم الذاتي في عام 1979.

## قائمة رؤساء وزراء جرينلاند
| الرقم | صورة | الاسم (ولد–توفي)                | المنصب          | المنصب          | المنصب             | الحزب            | الانتخاب            | الحكومة                                                        |
| الرقم | صورة | الاسم (ولد–توفي)                | بداية الفترة    | نهاية الفترة    | المدة              | الحزب            | الانتخاب            | الحكومة                                                        |
| ----- | ---- | ------------------------------- | --------------- | --------------- | ------------------ | ---------------- | ------------------- | -------------------------------------------------------------- |
| 1     |      | جوناثان موتزفيلدت (1938–2010)   | 1 مايو 1979     | 18 مارس 1991    | 11 سنوات و321 أيام | حزب السيوموت     | 1979 1983 1984 1987 | الأولى–الثانية–الثالثة–الرابعة                                 |
| 2     |      | لارس-إميل يوهانسن (مواليد 1946) | 18 مارس 1991    | 19 سبتمبر 1997  | 6 سنوات و185 أيام  | حزب السيوموت     | 1991 1995           | حكومة يوهانسن                                                  |
| (1)   |      | جوناثان موتزفيلدت (1938–2010)   | 19 سبتمبر 1997  | 14 ديسيمبر 2002 | 5 سنوات و86 أيام   | حزب السيوموت     | 1999                | الخامسة–السادسة                                                |
| 3     |      | هانس إنوكسن (مواليد 1956)       | 14 ديسيمبر 2002 | 12 يونيو 2009   | 6 سنوات و180 أيام  | حزب السيوموت     | 2002 2005           | الأولى–الثانية                                                 |
| 4     |      | كوبيك كلايست (مواليد 1958)      | 12 يونيو 2009   | 5 أبريل 2013    | 3 سنوات و297 أيام  | حزب مجتمع الشعب  | 2009                | الأولى–الثانية                                                 |
| 5     |      | أليكا هاموند (مواليد 1965)      | 5 أبريل 2013    | 30 سبتمبر 2014  | 1 سنة و178 أيام    | حزب السيوموت     | 2013                | حكومة هاموند                                                   |
| 6     |      | كيم كيلسن (مواليد 1966)         | 30 سبتمبر 2014  | 23 أبريل 2021   | 6 سنوات و205 أيام  | حزب السيوموت     | 2014 2018           | الأولى–الثانية–الثالثة–الرابعة–الخامسة–السادسة–السابعة–الثامنة |
| 7     |      | موته إيجيده (مواليد 1987)       | 23 أبريل 2021   | 28 مارس 2025    | 3 سنوات و342 أيام  | حزب مجتمع الشعب  | 2021                | حكومة إيجيده                                                   |
| 8     |      | ينس فريدريك نيلسن (مواليد 1991) | 28 مارس 2025    | في المنصب       | 3 أيام             | حزب الديمقراطيون | 2025                | حكومة نيلسن                                                    |